# Wyciek ropy naftowej

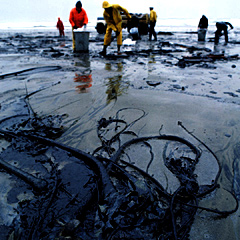
Plaża po wycieku ropy naftowej

Wyciek ropy naftowej – wydobycie się ropy naftowej do środowiska z powodu ludzkiej aktywności powodujące zanieczyszczenie środowiska. Może mieć poważny skutek środowiskowy.
Termin ten najczęściej odnosi się do wycieku ropy naftowej do wód oceanicznych. Usuwanie skutków wycieku może trwać miesiące a nawet lata. Wyciek taki może nastąpić np. po zatonięciu tankowca lub uszkodzeniu platformy wiertniczej.